# Station Neu-Isenburg
Station Neu-Isenburg is een spoorwegstation in de Duitse plaats Neu-Isenburg.